# Меленка (Вохтожское муниципальное образование)
Меленка — деревня в Грязовецком районе Вологодской области.
Входит в состав Вохтожского муниципального образования, с точки зрения административно-территориального деления — в Вохтогский сельсовет. До 2004 года входила в состав Демьяновского сельсовета.
Расстояние до районного центра Грязовца по автодороге — 72 км, до центра муниципального образования Вохтоги по прямой — 9 км. Ближайшие населённые пункты — Демьяново, Муниково, Богданово.
По данным переписи в 2002 году постоянного населения не было.